# Osteospermum pinnatum
Osteospermum pinnatum es una especie de planta floral del género Osteospermum, tribu Calenduleae, familia Asteraceae. Fue descrita científicamente por (Thunb.) Norlindh.
Se distribuye por África: Sudáfrica (al norte y oeste de la provincia del Cabo) y Namibia.